# 水谷正美
水谷 正美（みずたに まさみ、1965年 - ）は、日本の政治家。実業家。株式会社JCNホールディングス取締役会長。国連UNHCR協会（国連難民高等弁務官事務所･日本委員会）中部統括長である。

## 略歴・人物
1965年生まれ。三重県の出身。三重県立四日市南高等学校(23期)卒業。早稲田大学院 政治経済学術院公共経営修士課程修了。1989年日本IBMに入社。1994年衆議院議員岡田克也秘書を務め、1999年第14回統一地方選挙四日市市議会議員当選、2003年第15回統一地方選挙同市議会議員に当選。2007年第16回統一地方選挙三重県議会議員に当選、2011年第17回統一地方選挙同県議会議員として、任務にあたる。
2015年特定非営利活動法人ドットジェイピー副理事長として就任。2019年、国連ＵＮＨＣＲ協会（国連難民高等弁務官事務所・日本委員会）中部統括長に就く。